# Insufficienza aortica
Per  insufficienza aortica  o  rigurgito aortico  in campo medico, si intende il manifestarsi del reflusso di sangue dall'aorta nel ventricolo sinistro in diastole, dovuto ad un'anomalia che determina un'imperfetta chiusura della valvola aortica, totale o parziale. Ciò comporta che il ventricolo sinistro si trovi in sovraccarico di volume per l'ingresso al suo interno di sangue proveniente dall'aorta e dall'atrio sinistro. Per mantenere un'adeguata frazione di eiezione, il ventricolo sinistro va incontro ad ipertrofia eccentrica e, con l'aggravarsi della patologia negli anni, va incontro a ischemia e scompenso.

## Sintomi e Segni

### Sintomi
Per molti anni, prima della comparsa manifesta, si possono talvolta manifestare palpitazioni e percezione del battito in posizione sdraiata. I sintomi di insufficienza aortica sono simili a quelli dello scompenso cardiaco e includono quanto segue:
- Dispnea da sforzo
- Ortopnea
- Dispnea notturna parossistica
- Palpitazioni
- Angina pectoris
- Cianosi (nei casi acuti)

I sintomi clinici sono dispnea, dapprima da sforzo, poi a riposo, con ortopnea e poi dispnea parossistica notturna come segno di ipertensione polmonare, angina pectoris, palpitazioni, come segno di aritmie, sincope ed astenia a causa della ridotta portata cardiaca.

### Segni
Si reperta un soffio diastolico in decrescendo con massima intensità a livello del focolaio aortico accessorio (punto Erb). Il soffio è ad alta frequenza ed è determinato dal rigurgito di sangue che dall'aorta giunge in ventricolo. Il decrescendo è dovuto all'equipararsi delle pressioni in aorta e ventricolo in diastole. Si referta anche un soffio sistolico eiettivo alla base.
A causa del rigurgito aumenta la pressione pulsatoria o differenziale. Come conseguenza di questo, l'onda sfigmica è accentuata a livello dei polsi e dà origine a molti segni clinici. Tipico è il pulsus bisferiens, caratterizzato da un'onda con due picchi, il primo dovuto alla sistole, il secondo all'onda di rigurgito. Viene avvertito come ampio e collassante, a causa della sua velocità a scomparire.
Pulsazioni sono evidenti a livello del capo con movimenti ritmici (segno di Musset), a livello dell'ugola (segno di Mueller), a livello del letto ungueale a seguito di una piccola pressione (segno di Quincke), a livello degli arti inferiori, se accavallati, e a livello di fegato e milza.
All'auscultazione dei polsi femorali è udibile un soffio a colpo di fucile (segno di Traube) e un soffio detto 'va e vieni'. Quest'ultimo (segno di Duroziez) è auscultabile tramite una lieve pressione dello stetoscopio.

## Eziologia
Fra le diverse patologie correlate all'insorgenza della forma cronica di insufficienza aortica, ricordiamo:
- Endocardite
- Sindrome di Marfan
- Artrite reumatoide
- Spondilite anchilosante
- Dissecazione aortica
- Sifilide (Aortite luetica - sifilide terziaria)
- Ectasia dell'annulus aortico
- Trauma
- Febbre reumatica

Inoltre anche la bicuspidia valvolare congenita e la disfunzione di una protesi valvolare possono comportare la nascita dell'insufficienza, infine è stato dimostrato che anche alcuni medicinali possono causare l'insufficienza, come gli agonisti della dopamina.

## Quadro fisiopatologico
L'incompleta chiusura della valvola aortica comporta la comparsa di un volume rigurgitante nel ventricolo sinistro durante la diastole. Il risultato sarà un sovraccarico di volume nel ventricolo sinistro (questo infatti conterrà il sangue giunto dall'atrio più quello rigurgitato dall'aorta), che stimola una dilatazione ed un'ipertrofia eccentrica del ventricolo. Nell'insufficienza mitrialica il rigurgito era verso una camera a bassa pressione da una ad alta pressione, mentre nell'insufficienza aortica avviene il contrario, pertanto prevale il sovraccarico di volume.  Tutto ciò porta ad uno scompenso del ventricolo sinistro.
La dilatazione con ipertrofia e la vasodilatazione cronica periferica permettono al cuore, in caso di insufficienza cronica, di avere una buona efficienza anche per molti anni, questo a scapito però di un aumento del consumo di ossigeno e un peggioramento della perfusione coronarica.

### Patofisiologia nel dettaglio

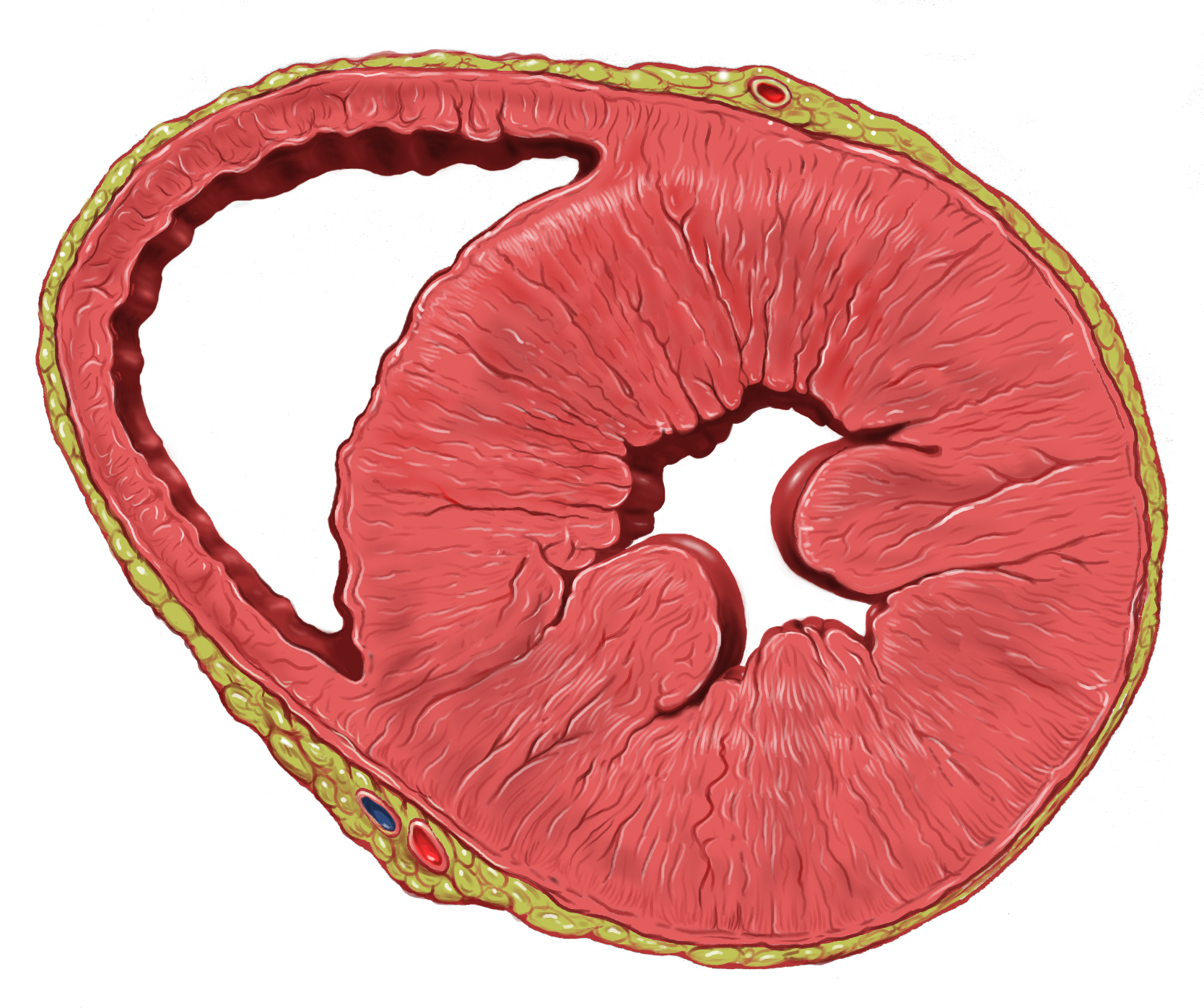
Ipertrofia ventricolare sinistra

Il meccanismo di insufficienza aortica (IA), comprende la pressione nel ventricolo sinistro che cade sotto la pressione nell'aorta, la valvola aortica non è in grado di chiudersi completamente. Ciò provoca una fuoriuscita di sangue dall'aorta nel ventricolo sinistro. Ciò significa che parte del sangue che è stato già espulso dal cuore sta rigurgitando nel cuore. La percentuale di sangue che rigurgita indietro attraverso la valvola aortica a causa di AI è conosciuta come la frazione rigurgitante. Questo flusso di rigurgito provoca una diminuzione della pressione diastolica nell'aorta e quindi un aumento della pressione del polso. Poiché parte del sangue che viene espulso durante la sistole rigurgita nel ventricolo sinistro durante la diastole, diminuisce il flusso diretto efficace nell'IA.
Mentre la pressione diastolica diminuisce e la pressione del polso si allarga, la pressione sanguigna sistolica rimane generalmente normale o può anche essere leggermente elevata, questo perché il sistema nervoso simpatico e l'asse renina-angiotensina-aldosterone dei reni compensano la diminuzione della gittata cardiaca.
Le catecolamine aumentano la frequenza cardiaca e aumentano la forza della contrazione ventricolare, aumentando direttamente la gittata cardiaca. Le catecolamine causano anche vasocostrizione periferica, che causa un aumento della resistenza vascolare sistemica e assicura che gli organi siano adeguatamente perfusi. La renina, un enzima proteolitico, scinde l'angiotensinogeno nell'angiotensina I, che viene convertita in angiotensina II.
In caso di insufficienza aortica cronica con conseguente rimodellamento cardiaco, si svilupperà un'insufficienza cardiaca ed è possibile vedere diminuire le pressioni sistoliche. L'insufficienza aortica causa sovraccarico di volume (precarico elevato) e sovraccarico di pressione (postcarico elevato) del cuore.
Il sovraccarico di volume, dovuto all'elevata pressione del polso e agli effetti sistemici degli ormoni neuroendocrini causa l'ipertrofia ventricolare sinistra (LVH). Vi è sia ipertrofia concentrica che ipertrofia eccentrica nell'IA. L'ipertrofia concentrica è dovuta all'aumento del sovraccarico di pressione ventricolare sinistro associato all'IA, mentre l'ipertrofia eccentrica è dovuta al sovraccarico di volume causato dalla frazione rigurgitante.
Fisiologicamente, negli individui con una valvola aortica normalmente funzionante, la valvola è aperta solo quando la pressione nel ventricolo sinistro è superiore alla pressione nell'aorta. Ciò consente al sangue di essere espulso dal ventricolo sinistro nell'aorta durante la sistole ventricolare. La quantità di sangue espulsa dal cuore è nota come volume della corsa. In condizioni normali, il 50% del sangue in un ventricolo sinistro pieno viene espulso nell'aorta per essere utilizzato dal corpo. Dopo la sistole ventricolare, la pressione nel ventricolo sinistro diminuisce mentre si rilassa e inizia a riempirsi di sangue dall'atrio sinistro. Questo rilassamento del ventricolo sinistro (diastole ventricolare precoce) provoca una caduta della sua pressione. Quando la pressione nel ventricolo sinistro scende al di sotto della pressione nell'aorta, la valvola aortica si chiude, impedendo al sangue nell'aorta di tornare nel ventricolo sinistro.

## Esami
Molti esami si utilizzano per valutare al meglio la valvulopatia:
- Radiografia del torace, dove si riscontra un ingrossamento del ventricolo sinistro, se oltre a ciò si osserva anche dilatazione simultanea dell'atrio destro e della vena cava superiore, si deve supporre anche un coinvolgimento di un'altra insufficienza. Il cuore assume una caratteristica conformazione "a scarpa";
- Cateterismo cardiaco, la sua utilità oltre alla misurazione delle pressioni sia quella intracardiaca che quella intravascolare e quella di escludere altre valvulopatie
- Angiografia coronarica
- ECG: segni di ipertrofia sinistra (onda R alta)
- Ecocardiogramma color Doppler: individua il caratteristico fluttering mitrialico;
- Esami di laboratorio

## Prognosi
La prognosi dipende dall'entità del rigurgito e dalla funzione ventricolare sinistra. Quando compaiono i sintomi l'aspettativa di vita si abbassa notevolmente, raramente si superano i cinque anni, senza un'adeguata terapia.

## Terapia
Il trattamento farmaceutico consiste nella somministrazione di calcio-antagonisti, come la nifedipina o ace-inibitori
Il trattamento chirurgico avviene tramite sostituzione valvolare, ma ancora oggi è discusso quando sia il periodo migliore per intervenire.